# .mw
.mw (англ.  Malawi) — национальный домен верхнего уровня Малави. Доступна регистрация имён второго и третьего уровня в доменных зонах — .mw, .ac.mw, .co.mw, .com.mw, .coop.mw, .edu.mw, .gov.mw, .int.mw, .net.mw, .org.mw, в соответствии с требованиями, предъявляемыми к регистрируемым доменам. Зарегистрировать имя домена может любое физическое, юридическое лицо, резидент, нерезидент Малави. Управляется компанией Malawi Sustainable Development Network Programme —  Малави.
Возникновение споров по доменным именам регулируется правилами, принятыми в ICANN (Internet Corporation for Assigned Names and Numbers).
Национальный домен верхнего уровня — MW используется как национальный домен верхнего уровня в стандартах административно-территориального деления территории государства ISO 3166 — (ISO 3166-1, ISO 3166-2, ISO 3166-2:MW) в качестве кода Alpha2, образующего основу геокода административно-территориального деления Малави.

## Требования к регистрируемым доменам
Домены, регистрируемые в доменной зоне .mw, должны соответствовать требованиям, предъявляемым регистратором к доменам второго или третьего уровня.

## Домены 1 уровня
Домены второго уровня, условия использования, требования, регламентированные пользователи.
| Домен | Регламентированные пользователи |
| ----- | ------------------------------- |
| .mw   | Основной домен первого уровня   |

## Домены 2 уровня
Домены третьего уровня, условия использования, требования, регламентированные пользователи, категории доменов.
| Домен    | Регламентированные пользователи                                                                        |
| -------- | --- |
| .ac.mw   | Институты, академии, организации, связанные с ними.                                                    |
| .co.mw   | Коммерческие организации.                                                                              |
| .com.mw  | Альтернативный домен для коммерческих организаций.                                                     |
| .coop.mw | Кооперативные, совместные организации.                                                                 |
| .edu.mw  | Образовательные учреждения.                                                                            |
| .gov.mw  | Исключительно государственные структуры Малави                                                         |
| .int.mw  | Международные организации.                                                                             |
| .net.mw  | Поставщики услуг Интернета, хостинг, создание сайтов, разработка приложений для интернета, провайдеры. |
| .org.mw  | Некоммерческие организации.                                                                            |